# Берсерк
Берсерк е викингски воин, посветил се на бог Один, който преди битка изпада в неконтролируема ярост. В сражението са се отличавали с изключителна сила, свирепост, и безстрашие. Понякога влизали в бой без щит и ризница, което им е позволявало да секат с тежък меч или бойна брадва с две ръце. Берсерките са влизали в бой наметнати с кожа на мечка или вълк.
Етимологията на думата берсерк е спорна. Тя може да има две значения „bare-sark“ – без риза (бойна ризница изплетена от малки метални халки). Други са на мнение, че терминът „bear-sark“ значи меча или вълча кожа. В Сагата на Крал Харолд те са наричани „ulfhedinn“ или вълчи кожи. Преди да влязат в битка гризяли щитовете си от ярост.
Понятието берсерк често е тясно свързано с бог Один. Думата „Óðinn“ произлиза от стара норвежка дума „óðr“ чието значение е гняв, ярост. Тя е свързана и с немската дума „wut“ – ярост, гняв, бяс и с понятието „обземане“.
Смятало се, че берсерките ядат отровни гъби, предимно мухоморки, вследствие на което не изпитват никаква болка и с това се обяснявало особеното състояние, в което изпадали.
Описание на състоянието берсеркски пристъп „berserkergang“
По време на такъв пристъп берсерките са загубвали почти напълно разсъдъка си. Изпадали са в състояние, в което не са правели разлика между свои и врагове, като са издавали животински ревове и звуци и атакували с голяма ярост всичко, което се изпречи на пътя им – хора, животни или дори предмети, без да обръщат внимание на нараняванията, които получават. Друга характерна черта на състоянието „берсеркски пристъп“ е демонстрацията на изумителна сила. След такъв пристъп берсерките изпадали в полу-безпомощно състояние или направо заспивали.
Поради това, че в моменти на пристъп берсерките са атакували приятели и съюзници и никакъв морал не е бил фактор за тях, те не са били уважавани членове на обществото.
По време на война берсерките били ценни бойци. Те били използвани като острие, което да направи пробив във вражеските редици или по друг начин като елитна група високо ефективни воини.
Те обаче се превръщали в проблем в мирно време. Банди от берсерки нападали и избивали мирно население. Също така предизвиквали безпричинно на двубой мирни граждани и след като ги убивали си присвоявали семействата и собствеността им, което право имали според местните закони в Норвегия и Дания по това време.
С налагането на християнството в земите на викингите около 11 – 12 век берсерките били обявени извън закона и постепенно изчезнали.